# Enban sensō Bankid
Enban sensō Bankid (円盤戦争バンキッド?, Enban sensō Bankiddo) è una serie tokusatsu creata da Toho. Questa serie, composta di 26 episodi, è il risultato di una produzione comune con Nippon Television, e andò in onda in Giappone a partire dal 3 ottobre 1976 fino al 23 marzo 1977.